# Christian Blum
Christian Blum (Alemania, 10 de marzo de 1987) es un atleta alemán especializado en la prueba de 60 m, en la que consiguió ser subcampeón europeo en pista cubierta en 2015.

## Carrera deportiva
En el Campeonato Europeo de Atletismo en Pista Cubierta de 2015 ganó la medalla de plata en los 60 metros, con un tiempo de 6.58 segundos, tras el británico Richard Kilty (oro con 6.51 segundos) y por delante del también alemán Julian Reus (bronce con 6.60 segundos).